# 11127 Хаґі
11127 Хаґі (11127 Hagi) — астероїд головного поясу, відкритий 20 жовтня 1996 року.
Тіссеранів параметр щодо Юпітера — 3,620.